# Diócesis de Jales
La diócesis de Jales (en latín: Dioecesis Ialespolitana y en portugués: Diocese de Jales) es una circunscripción eclesiástica de la Iglesia católica en Brasil. Se trata de una diócesis latina, sufragánea de la arquidiócesis de São José do Rio Preto. Desde el 21 de octubre de 2015 su obispo es José Reginaldo Andrietta.

## Territorio y organización
La diócesis tiene 12 788 km² y extiende su jurisdicción sobre los fieles católicos de rito latino residentes en 45 municipios del estado de São Paulo: Jales, Aparecida d'Oeste, Aspásia, Auriflama, Dirce Reis, Dolcinópolis, Estrela d'Oeste, Fernandópolis, General Salgado, Guarani d'Oeste, Guzolândia, Ilha Solteira, Indiaporã, Itapura, Macedônia, Marinópolis, Meridiano, Mesópolis, Mira Estrela, Nova Canaã Paulista, Nova Castilho, Ouroeste, Palmeira d'Oeste, Paranapuã, Pedranópolis, Pereira Barreto, Pontalinda, Populina, Rubinéia, Santa Albertina, Santa Clara d'Oeste, Santa Fé do Sul, Santa Rita d'Oeste, Santa Salete, Santana da Ponte Pensa, Santo Antônio do Aracanguá, São Francisco, São João das Duas Pontes, São João de Iracema, Sud Mennucci, Suzanápolis, Três Fronteiras, Turmalina, Urânia y Vitória Brasil.
La sede de la diócesis se encuentra en la ciudad de Jales, en donde se halla la Catedral de Nuestra Señora de la Asunción.
En 2023 en la diócesis existían 29 parroquias. 

## Historia
La diócesis fue erigida el 12 de diciembre de 1959 mediante la bula Ecclesia sancta del papa Juan XXIII, obteniendo el territorio de la diócesis de Rio Preto (hoy arquidiócesis de São José do Rio Preto).
El 20 de julio de 2016 cedió el territorio del municipio de Cardoso para la erección de la diócesis de Votuporanga mediante la bula Brasiliensium fìdelium del papa Francisco.
Hasta entonces sufragánea de la arquidiócesis de Ribeirão Preto, el 22 de mayo de 2025 el papa León XIV la transfirió a la nueva provincia eclesiástica de la arquidiócesis de São José do Rio Preto.

## Estadísticas
Según el Anuario Pontificio 2024 la diócesis tenía a fines de 2023 un total de 305 000 fieles bautizados.
| Año                                                                             | Población            | Población | Población      | Sacerdotes | Sacerdotes    | Sacerdotes    | Bautizados por sacerdote | Diáconos permanentes | Religiosos | Religiosos | Parroquias |
| Año                                                                             | Bautizados católicos | Total     | % de católicos | Total      | Clero secular | Clero regular | Bautizados por sacerdote | Diáconos permanentes | Varones    | Mujeres    | Parroquias |
| ------------------------------------------------------------------------------- | -------------------- | --------- | -------------- | ---------- | ------------- | ------------- | ------------------------ | -------------------- | ---------- | ---------- | ---------- |
| 1966                                                                            | 300 000              | 310 340   | 96.7           | 24         | 4             | 20            | 12 500                   |                      | 20         | 24         | 21         |
| 1970                                                                            | 480 000              | 489 000   | 98.2           | 19         | 3             | 16            | 25 263                   |                      | 16         | 14         | 23         |
| 1976                                                                            | 356 573              | 389 693   | 91.5           | 25         | 10            | 15            | 14 262                   |                      | 24         | 37         | 26         |
| 1980                                                                            | 451 000              | 535 000   | 84.3           | 26         | 9             | 17            | 17 346                   |                      | 17         | 25         | 27         |
| 1990                                                                            | 371 000              | 412 000   | 90.0           | 22         | 15            | 7             | 16 863                   |                      | 7          | 7          | 36         |
| 1999                                                                            | 383 000              | 484 000   | 79.1           | 24         | 22            | 2             | 15 958                   |                      | 2          | 28         | 24         |
| 2000                                                                            | 277 000              | 350 574   | 79.0           | 24         | 23            | 1             | 11 541                   |                      | 1          | 20         | 24         |
| 2001                                                                            | 284 000              | 359 702   | 79.0           | 25         | 24            | 1             | 11 360                   |                      | 1          | 19         | 25         |
| 2002                                                                            | 291 000              | 359 702   | 80.9           | 26         | 25            | 1             | 11 192                   |                      | 1          | 17         | 25         |
| 2003                                                                            | 291 000              | 359 702   | 80.9           | 25         | 25            |               | 11 640                   |                      |            | 18         | 25         |
| 2004                                                                            | 291 000              | 359 702   | 80.9           | 25         | 25            |               | 11 640                   |                      |            | 18         | 25         |
| 2006                                                                            | 294 000              | 364 000   | 80.8           | 34         | 34            |               | 8647                     |                      |            | 16         | 25         |
| 2013                                                                            | 323 000              | 400 000   | 80.8           | 36         | 36            |               | 8972                     |                      |            | 15         | 25         |
| 2016                                                                            | 318 800              | 394 100   | 80.9           | 39         | 38            | 1             | 8174                     |                      |            | 10         | 24         |
| 2016                                                                            | 318 800              | 394 100   | 80.9           | 33         | 32            | 1             | 9660                     |                      | 1          | 10         | 24         |
| 2019                                                                            | 292 200              | 361 500   | 80.8           | 44         | 43            | 1             | 6640                     |                      | 4          | 7          | 28         |
| 2021                                                                            | 296 830              | 367 280   | 80.8           | 41         | 40            | 1             | 7239                     |                      | 5          | 7          | 29         |
| 2023                                                                            | 305 000              | 377 830   | 80.7           | 45         | 43            | 2             | 6777                     | 1                    | 6          | 7          | 29         |
| Fuente: Catholic-Hierarchy, que a su vez toma los datos del Anuario Pontificio. |                      |           |                |            |               |               |                          |                      |            |            |            |

## Episcopologio
- Arturo Horsthuis, A.A. † (13 de febrero de 1960-7 de noviembre de 1968 renunció[nota 1])
- Luiz Eugênio Perez † (9 de marzo de 1970-7 de junio de 1981 nombrado obispo de Jaboticabal)
- Luiz Demétrio Valentini (8 de junio de 1982-21 de octubre de 2015 retirado)
- José Reginaldo Andrietta, desde el 21 de octubre de 2015